# Miarola

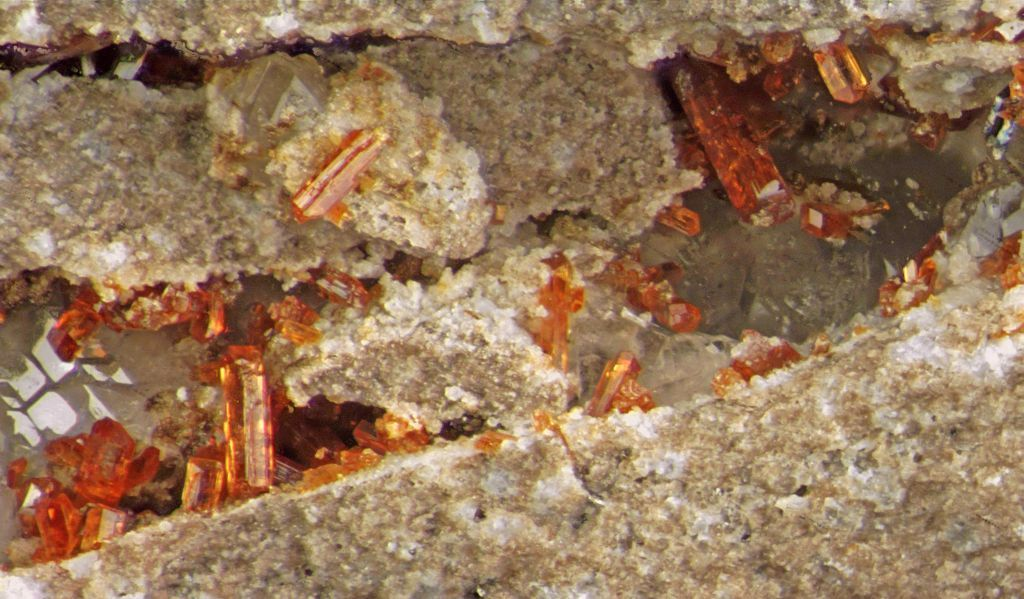
Częściowo wypełnione kryształami miarole. Okaz z kamieniołomu Demix-Varennes w Quebecu w Kanadzie.

Miarola – nieduża pustka w skale ograniczona ścianami kryształów, mająca zwykle nieregularny kształt. Miarole występują w głębinowych oraz żyłowych skałach magmowych.
Termin wprowadził do nauki Joseph Jean Baptiste Xavier Fournet w 1845 r. Miarole powstają głównie w tych skałach, które krystalizowały z magm obfitujących w gazy. Obecność w magmie pęcherzyków gazowych skutkowała tym, że po zastygnięciu magmy w skale pozostawały liczne pustki – miarole. Mają one rozmiary do 3 cm. Mogą być wypełnione w całości lub w części wtórnymi kryształami (m.in. minerałów kruszcowych) narastającymi ku centrum pustki na ściankach ograniczających miarolę pierwotnych kryształów. 